# Biografielijst Ec

## Ecc
- Albert Clinton Eccles, bekend als Clint Warwick, (1940-2004), Engels muzikant en bassist
- John Carew Eccles (1903-1997), Australisch neurofysioloog en Nobelprijswinnaar
- Richard Eccles (1985), Nederlands golfer
- Tony Eccles (1970), Engels darter
- Christopher Eccleston (1964), Brits film-, televisie- en toneelacteur
- Nathan Geoffrey Junior Eccleston (1990), Engels voetballer
- Thomas van Eccleston (13e eeuw), Engels franciscaan
- Bernard Charles (Bernie) Ecclestone (1930), Brits coureur en eigenaar van de Formule 1-autoraces

## Ece
- Mustafa Bülent (Bülent) Ecevit (1925-2006), Turks journalist, dichter, publicist, politicus en premier (1974, 1978-1979, 1999-2002)

## Ecg
- Ecgfrith (ca. 645-685), koning van Northumbria (670-685)

## Ech

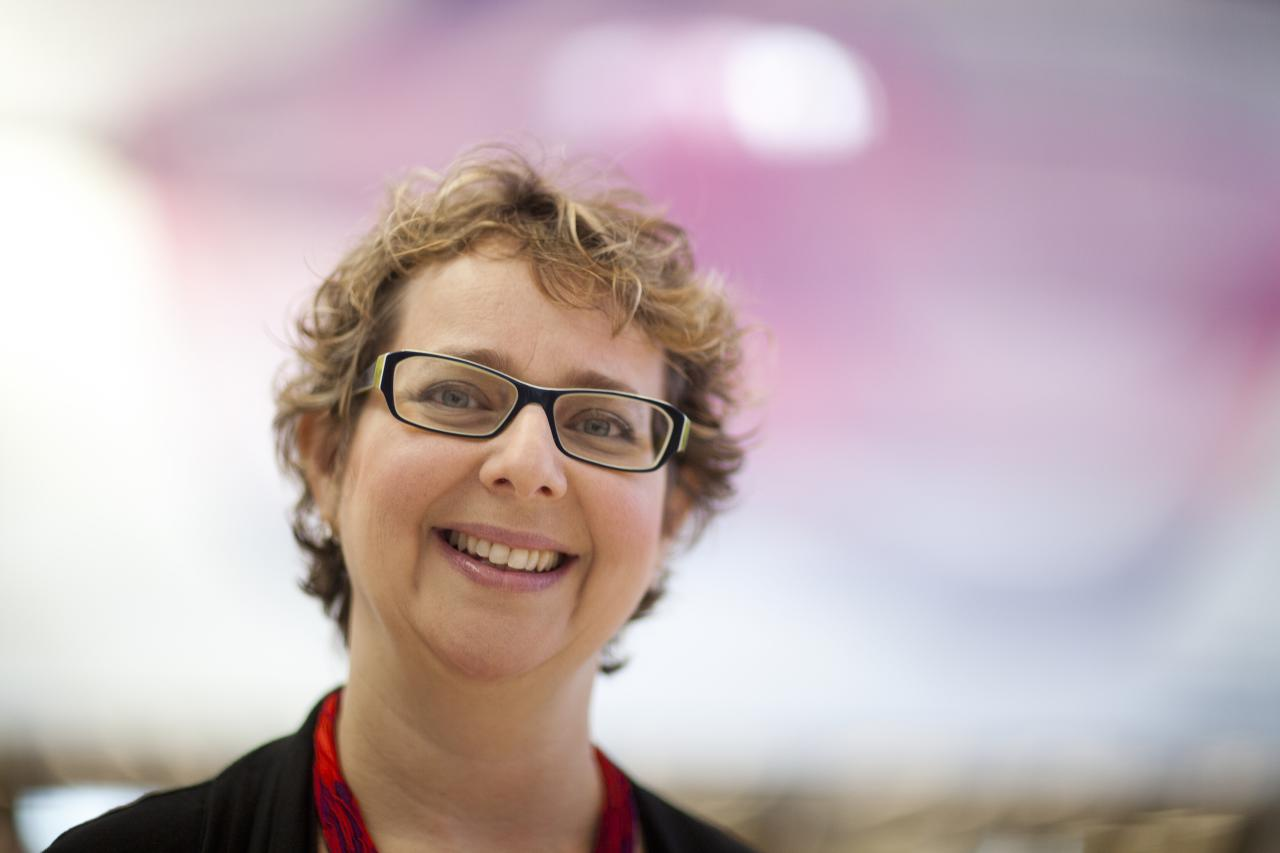
Janet Echelman

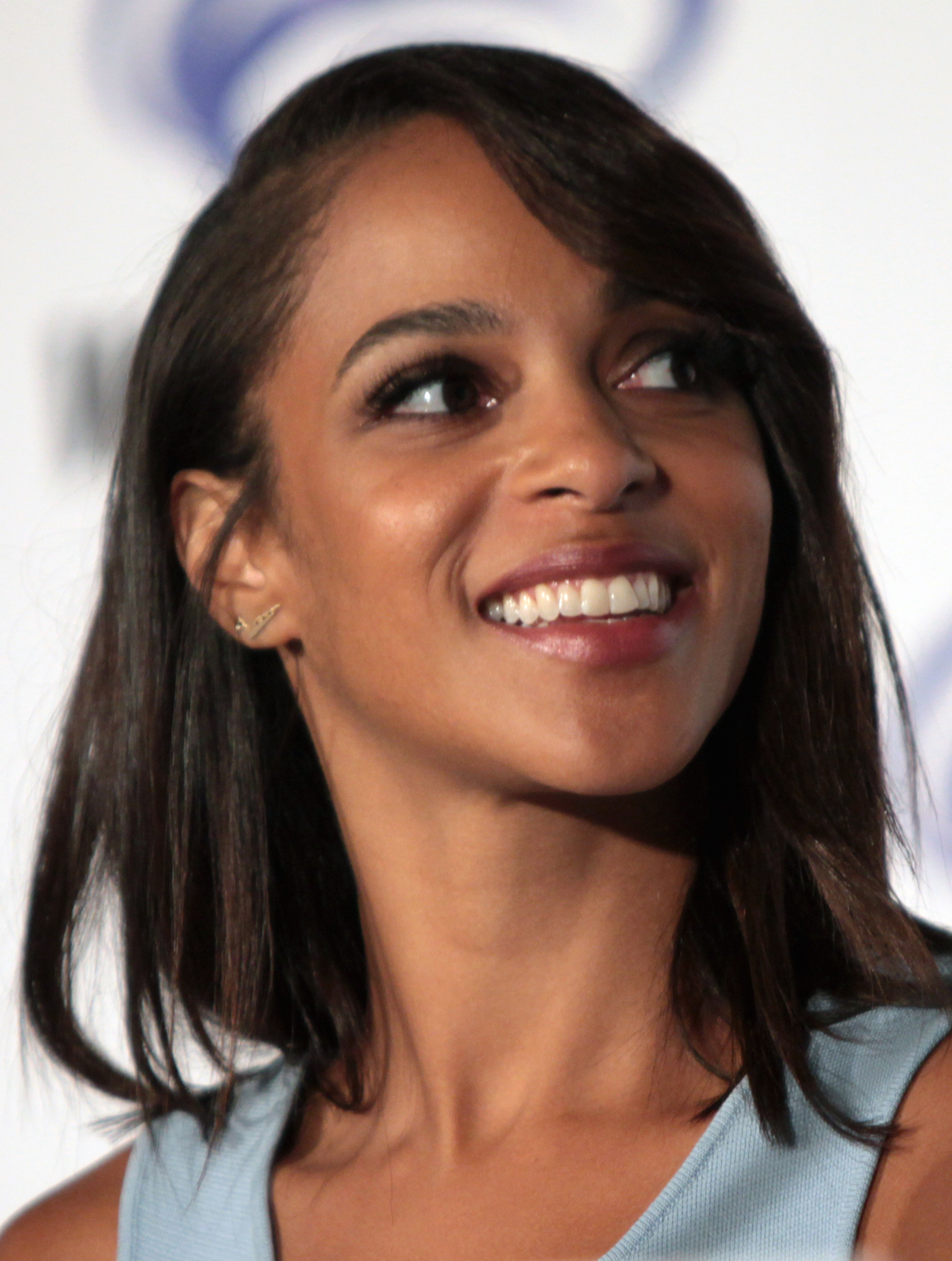
Megalyn Echikunwoke

- Bruno Echagaray (1983), Mexicaans tennisser
- Xabier Zandio Echaide (1977), Spaans wielrenner
- José Miguel Echavarri Garcia (1947), Spaans wielrenner en ploegleider
- Nicolás de Echávarri (1417-1469), Spaans raadgever van het koningshuis van Navarra en bisschop van Pamplona (1462-1469)
- Federico Echave Musatadi (1960), Spaans wielrenner
- José Echegaray y Eizaguirre (1832-1916), Spaans wiskundige, minister, toneelschrijver en Nobelprijswinnaar
- Janet Echelman (1966), Amerikaans beeldhouwster en installatiekunstenares
- Rafa Echenique (1980), Argentijns golfspeler
- Jean Echenoz (1947), Frans schrijver
- Echestratos (+870 v.Chr.), Koning van Sparta (900-870 v.Chr.)
- Camilo Echevarría (1990), Argentijns autocoureur
- Esteban Ernesto Echevarria, bekend als Steven Bauer, (1956), Cubaans-Amerikaans acteur
- Javier Echevarría (1932-2016), Spaans bisschop en prelaat
- Esteban Echeverría (1805-1851), Argentijns dichter, fictieschrijver, cultuurpromotor en politiek activist
- Eugenio Echeverría Castellot (1918-1999), Mexicaans politicus
- Francisco Javier Echeverría (1797-1852), Mexicaans politicus en president van Mexico (1841)
- Luis Echeverría Álvarez (1922-2022), Mexicaans politicus en president (1970-1976)
- María Esther Zuno de Echeverría (1924-1999), Mexicaans presidentsvrouw
- Santiago Botero Echeverry (1972), Colombiaans wielrenner
- Megalyn Ann Echikunwoke (1983), Amerikaans actrice
- Enrico Reantillo Echiverri (1954), Filipijns politicus
- Echnaton (+1333 v.Chr.), farao van Egypte (ca. 1351-1333 v.Chr.)
- Olivier Echouafni (1972), Frans voetballer
- Lee-Roy Echteld (1968), Nederlands voetballer en voetbaltrainer
- Anne Willem van Holthe tot Echten (1816-1900), Nederlands advocaat en notaris
- Anne Willem van Holthe tot Echten (1884-1967), Nederlands burgemeester
- Hendrik Gerard van Holthe tot Echten (1810-1879), Nederlands burgemeester en kantonrechter
- Hendrik Gerard van Holthe tot Echten (1852-1938), Nederlands burgemeester
- Hendrik Gerard van Holthe tot Echten (1862-1940), Nederlands politicus
- Henric Gerrit van Holthe tot Echten (1922-2001), Nederlands burgemeester
- Marie Louis van Holthe tot Echten (1896-1970), Nederlands burgemeester
- Nicolaas Harmen van Echten genaamd Van Dongen tot Entinge (1690-1742), Nederlands gedeputeerde en landdrost
- Pieter Adam van Holthe tot Echten (1807-1883), Nederlands jurist
- Roelof van Echten (1592-1643), Nederlands edelman en drost van Drenthe
- Rudolph Arent van Holthe tot Echten (1803-1875), Nederlands politicus
- Rudolph Otto Arend van Holthe tot Echten (1849-1908), Nederlands rechter
- Rudolph Otto van Holthe tot Echten (1772-1832), Nederlands jonkheer en politicus
- Rudolph Otto van Holthe tot Echten (1854-1940), Nederlands jurist
- Rudolph Otto van Holthe tot Echten (1892-1971), Nederlands burgemeester

## Eck

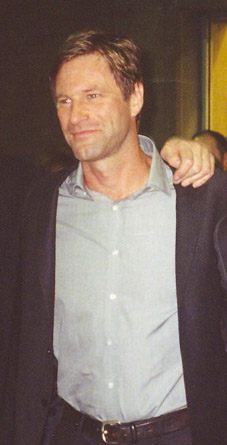
Aaron Eckhart

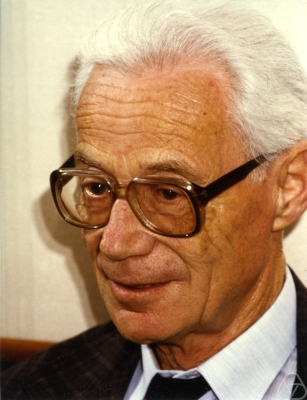
Beno Eckmann (1988)

- Daniël van Eck (1817-1895), Nederlands politicus en Tweede Kamerlid
- Johannes Eck (1486-1543), Duits dominicaan en Rooms theoloog
- Jos van Eck (1963), Nederlands voetballer
- Ludo van Eck (1922-1991), Belgisch auteur en Dachau-gevangene
- René van Eck (1966), Nederlands voetballer
- Severin von Eckardstein (1978), Duits edelman en pianist
- Johannes Jacobus Smits van Eckart (1781-1847), heer van Eckart en textielfabrikant
- Horst Eckel (1932-2021), Duits voetballer
- Hugo Eckener (1868-1954), Duits luchtvaartpionier en ondernemer
- Bogomir Ecker (1950), Duits beeldhouwer en installatiekunstenaar
- Danny Ecker (1977), Duits atleet
- Heidemarie (Heide) Ecker-Rosendahl (1947), Duits atlete
- Gerard van Eckeren, pseudoniem van Maurits Esser, (1876-1951), Nederlands auteur
- Dan-Ola Eckerman (1963-1994), Fins voetballer
- Johann Peter Eckermann (1792-1854), Duits dichter
- Christoffer Wilhelm Eckersberg (1783-1853), Deens kunstschilder
- Bärbel Eckert, bekend als Bärbel Wöckel, (1955), Duits sprintster
- Horst Eckert (1959), Duits schrijver
- Paul Eckert (1990), Duits freestyleskiër
- Volker Eckert (1959-2007), Oost-Duits vrachtwagenchauffeur en seriemoordenaar
- Max Eckert-Greifendorff (1868-1938), Duits geograaf en cartograaf
- Eckhardt, pseudoniem van Rik Elstgeest, (1979), Nederlands zanger, singer-songwriter, drummer, theatermaker en acteur
- François van Harencarspel Eckhardt (1784-1842), Nederlands politicus
- Aaron Edward Eckhart (1968), Amerikaans acteur
- Meester Eckhart, geboren als Eckhart von Hochheim, (ca. 1260-ca. 1327), laatmiddeleeuws theoloog en filosoof
- Joseph Hilarius Eckhel (1737-1798), Oostenrijks numismaticus, jezuïet, wetenschapper en vrijmetselaar
- Tor Eckhoff (1964-2021), Noors internetpersoonlijkheid
- Steven Eckholdt (1961), Amerikaans acteur
- James Eckhouse (1955), Amerikaans acteur
- Albert Eckhout (ca. 1607-ca. 1665), Nederlands portret- en stillevenschilder
- Beno Eckmann (1917-2008), Zwitsers wiskundige
- Paulus Eckringa (+1791), Nederlands rentmeester, stadhouder, secretaris en kasteelheer van Geldrop
- Hans Eckstein (1908-1985), Duits waterpolospeler
- Rudolf Eckstein (1915-1993), Duits roeier
- Péter Eckstein-Kovács (1956), Roemeens politicus en advocaat
- Christine F. (Chris) Eckstrom, Amerikaans schrijfster, editor en producent

## Ecl
- Charles de l'Écluse, bekend als Carolus Clusius, (1526-1609), Vlaams arts en botanicus
- Lucrèce L’Ecluse (1952), Belgisch schrijfster

## Eco

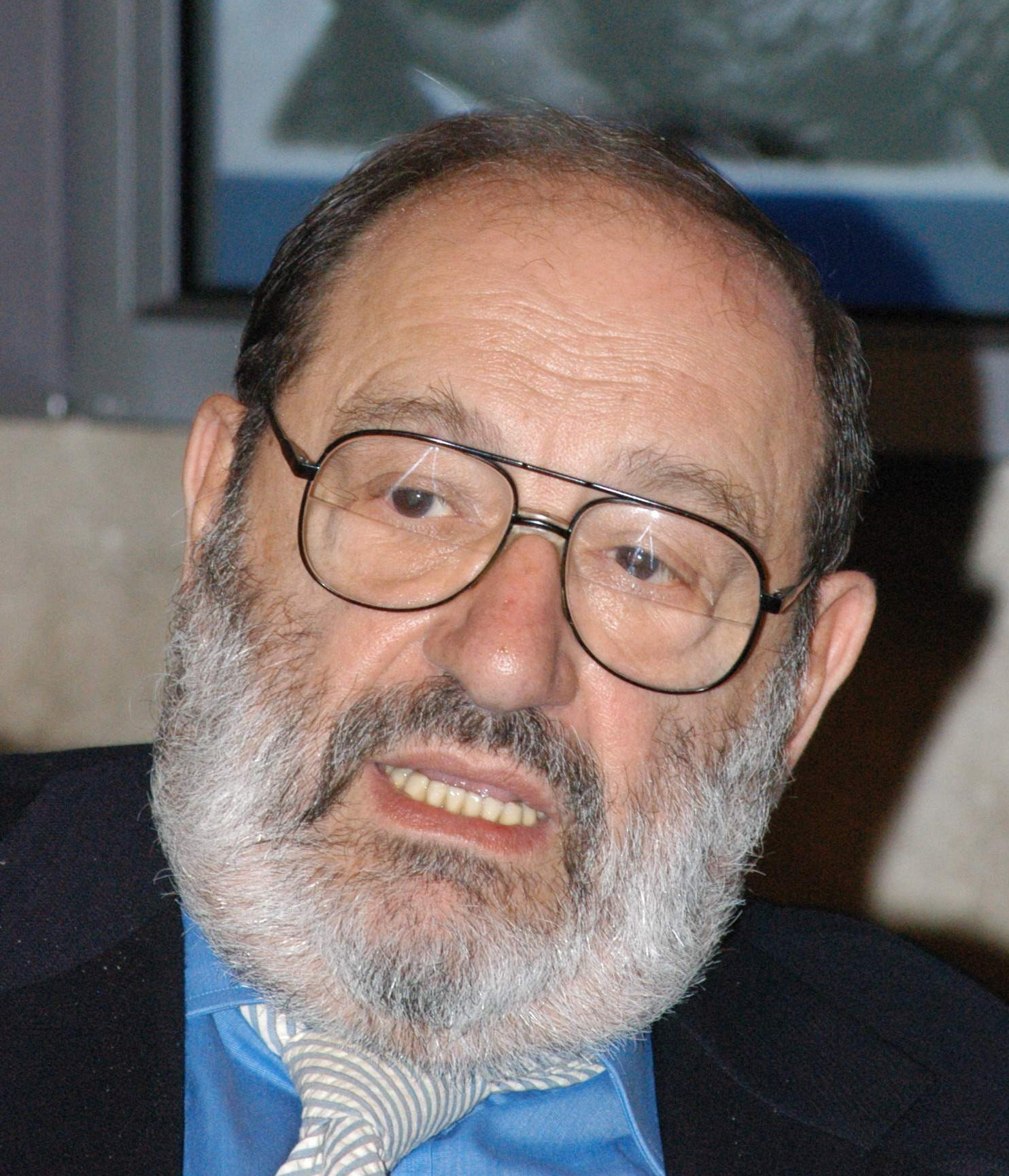
Umberto Eco (2005)

- Umberto Eco (1932-2016), Italiaans schrijver en semioticus

## Ecr
- Pieter Ecrevisse (1804-1879), Belgisch vrederechter, schrijver en weekbladstichter

## Ecu

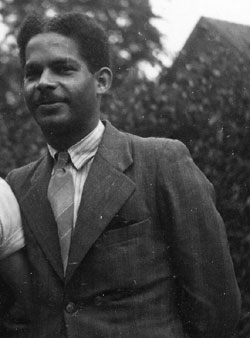
Segundo Jorge Adelberto (Boy) Ecury

- Nydia Ecury (1926-2012), Arubaans onderwijzeres, schrijfster, vertaalster en actrice
- Segundo Jorge Adelberto (Boy) Ecury (1922-1944), Arubaans-Nederlands verzetsstrijder